# Castillo de la Inmaculada Concepción
El Castillo de la Inmaculada Concepción es una fortaleza de origen novohispano fundada en el siglo XVII en el departamento de Río San Juan, Nicaragua.

## Historia
Fue construida a finales del siglo XVII sobre las ruinas de una antigua fortaleza de la época del rey Felipe II. La elección del lugar se debe a la intervención del ingeniero militar Martín de Andújar Cantos, quien había llegado a la zona junto a Fernando Francisco de Escobedo con el fin de realizar una inspección. El motivo de la construcción de la nueva fortaleza era detener las invasiones de los piratas que incursionaban por ese río para saquear la ciudad de Granada. Entre el 29 de julio y el 3 de agosto de 1762 fue sitiado por los ingleses en la batalla del Río San Juan de Nicaragua y se salvó la fortaleza por la valentía de Rafaela Herrera, hija de don Pedro Herrera comandante del fuerte, quien acababa de morir justo cuando venían los piratas.
Según los relatos, en la tarde del 2 de agosto (quinto día del sitio), en plena batalla, un gorrión entró a la capilla del castillo y cantó delante de la imagen de la Virgen María, en su advocación de la Inmaculada Concepción, salió y volvió a entrar allí. Al día siguiente los sitiadores se retiraron y los sitiados lo interpretaron como un milagro por el suceso del gorrión en la capilla.
Años más tarde en 1780, siendo comandante del castillo don Juan de Ayssa, volvió a ser atacado por los ingleses, esta vez al mando de un joven capitán de la Real Marina Británica, llamado Horacio Nelson (quien moriría con el grado de almirante el 21 de octubre de 1805 al final de la batalla de Trafalgar), el cual tomó el castillo después de varios días de sitio; pero una posterior epidemia de cólera mató a más ingleses que el asedio a la fortaleza, por lo que el futuro marino de Trafalgar fue llevado a la Jamaica británica casi sin vida.
El ataque de Nelson, según sus propias palabras, se realizó con la intención de "Dividir en dos la América española" (ver el artículo Expedición a San Juan).